# Création (arts scéniques)
Ne doit pas être confondu avec l'avant-première au cinéma.
Pour les articles homonymes, voir Création.

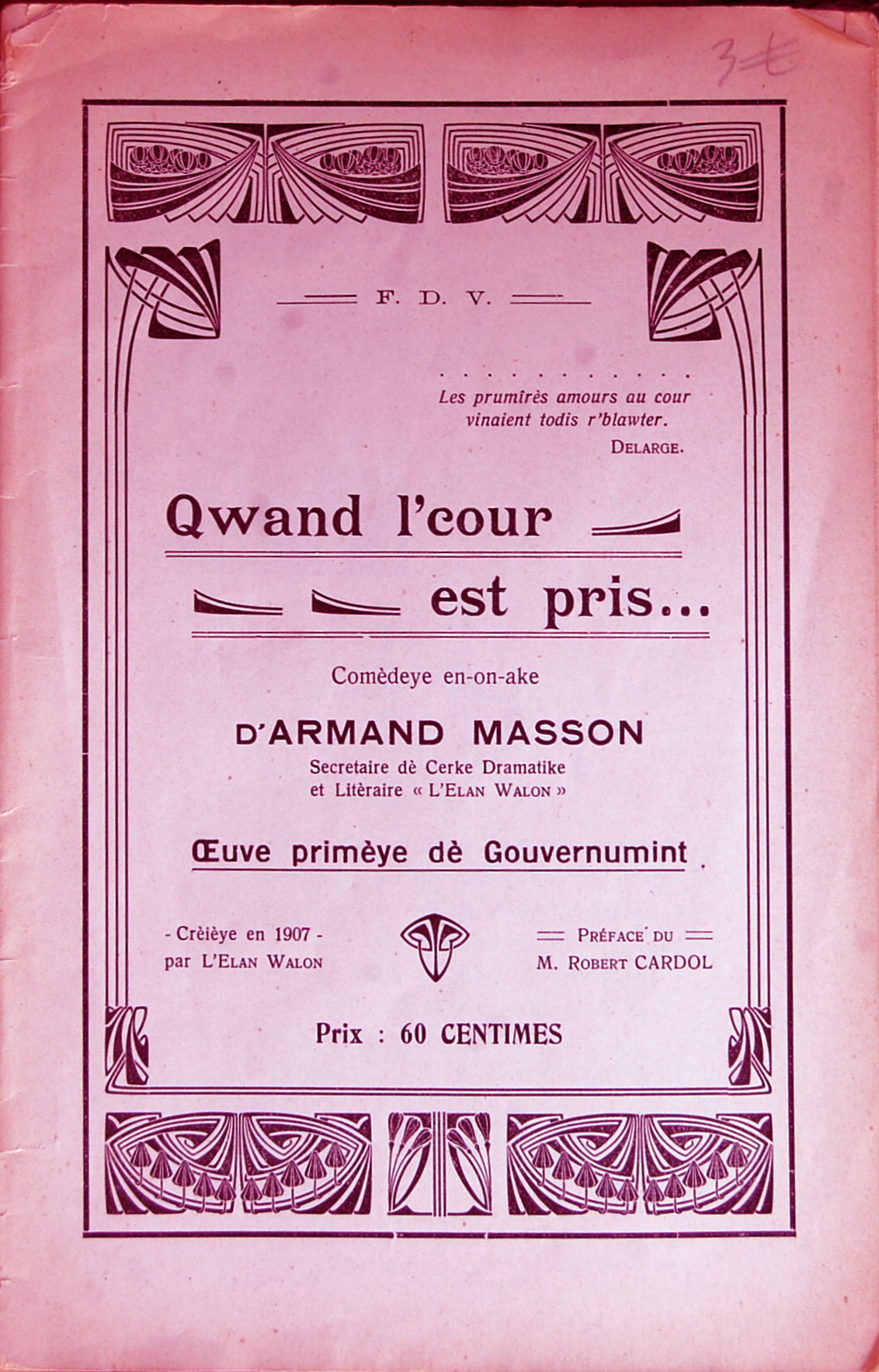
Livret de représentation de la pièce Qwand l'cour est pris d'Armand Massion

La création, parfois première, signifie, dans les arts du spectacle, la première représentation d'une œuvre. Le terme s'applique à plusieurs domaines, au théâtre, à la musique — surtout classique — et les genres intermédiaire de l'opéra et du ballet.

## Définition
La création est la première représentation publique d'un ouvrage. Elle intervient une fois que l'œuvre, complément répétée (après l'ultime répétition dite « générale »), est prête à être jouée par les acteurs ou les musiciens et que la mise en scène, le cas échéant, est apprise.
- en musique (particulièrement classique), c'est la première interprétation en public d'une œuvre musicale, par son auteur même, ou par d'autres interprètes. Le mot s'emploie également pour évoquer les répétitions de cette première représentation : une œuvre est donc « créée » plusieurs fois ; et on parle de « première création » pour la véritable première représentation en public.
- en théâtre, se dit particulièrement d'une pièce représentée pour la première fois, ou d’un rôle qu’un acteur joue le premier ou qu’il renouvelle avec talent.

Une œuvre ne peut être uniquement rapporté à l'aune de sa création, notamment du fait de la diversité des diverses productions qu'elle connaît au cours de son histoire, mais aussi par les différences qui existent entre les représentations elles-mêmes. La première est une source de fascination qui attire le public par son exclusivité et la primeur de la découverte de l'ouvrage.
L'influence et l'importance des créations d'œuvres prennent de l'ampleur lorsque apparaît à la fin du xviiie siècle une presse spécialisée dans l'actualité du théâtre. Son rôle est en partie de tenir au courant des nouveautés en les différenciant avec les ouvrages qui font déjà partie du répertoire.